# 京王電鉄の車両検修施設
京王電鉄の車両検修施設（けいおうでんてつのしゃりょうけんしゅうしせつ）は、京王電鉄の車両基地について記述したものである。

## 概要
京王電鉄の鉄道部門の各路線、すなわち京王線・京王新線・相模原線・高尾線・動物園線・競馬場線と井の頭線の車両基地は以下の通りである。

### 現在稼動する車両基地
2008年（平成20年）現在、稼動している車両基地は次の通り。

#### 京王線・京王新線・相模原線・高尾線・動物園線・競馬場線

##### 検車区
- 若葉台検車区（相模原線若葉台駅）
- 若葉台検車区桜上水派出所（京王線桜上水駅）…電留線のみで検車機能はない。
- 高幡不動検車区（京王線・動物園線高幡不動駅）

##### 工場
- 若葉台工場（相模原線若葉台駅）

#### 井の頭線

##### 検車区
- 富士見ヶ丘検車区（井の頭線富士見ヶ丘駅）

##### 工場
※2008年（平成20年）現在、井の頭線の工場は稼動していない。ただし、車体等の検査は富士見ヶ丘検車区内に併設の若葉台工場富士見ヶ丘作業場で実施。重要部検査と全般検査はトレーラーで若葉台工場へ輸送して行う。

### 過去に稼動した車両基地
過去に稼動していたが、2008年（平成20年）現在、稼動していない車両基地は次の通り。

#### 京王線・京王新線・相模原線・高尾線・動物園線・競馬場線

##### 検車区
- 桜上水検車区（京王線桜上水駅）…1983年（昭和58年）、若葉台検車区に移転。現在は若葉台検車区桜上水派出所。

##### 工場
- 桜上水工場（京王線桜上水駅）…1983年、若葉台工場に移転。

#### 井の頭線

##### 検車区
- 永福町検車区（井の頭線永福町駅）…1966年（昭和41年）、富士見ヶ丘検車区に移転。

##### 工場
- 永福町工場（井の頭線永福町駅）…1970年（昭和45年）、富士見ヶ丘工場に移転。
- 富士見ヶ丘工場（井の頭線富士見ヶ丘駅）…1983年、若葉台工場に検査機能を集約。